# Srebrny koń
Srebrny koń (ang. The Silver Brumby) – australijski serial animowany oparty na podstawie książki Elyne Mitchell pt. Silver Brumby. W Polsce był emitowany w paśmie wspólnym TVP lokalnych (TVP Regionalna) w latach 1998-2000.

## Wersja polska
W Polsce istnieją dwie wersje językowe: lektorska i dubbingowa.

## Postacie

### Konie
- Tora (ang. Thowra) – Srebrny koń.
- Grom (ang. Storm) – brat Tory.
- Strzała (ang. Arrow) – przyrodni brat Tory.

## Lista odcinków
Seria pierwsza
- 01. Friends of the High Country
- 02. Wombats to the Rescue
- 03. Lost in the Snow
- 04. Flight To Freedom
- 05. An Old Prospector Saves a Friend
- 06. Benni Returns the Favour
- 07. Racing against the Wind
- 08. The Sight of Golden
- 09. Golden in Trouble
- 10. A Wombat on the Road
- 11. Fire
- 12. Golden Goes Home
- 13. Seeking a Legend

Seria druga
- 01. Spring
- 02. To Catch a Brumby
- 03. Swimming to Safety
- 04. A Leap Into Legend
- 05. Charlie Heads for the Mountains
- 06. Charlie Helps a Friend
- 07. In it Together
- 08. Trappers Go Home
- 09. A Wombat in Trouble
- 10. Wombat Goes on a Holiday
- 11. Arrow Makes a Friend
- 12. Arrow Goes South
- 13. Golden Returns

Seria trzecia
- 01. Long Hot Summer
- 02. An Unwelcome Stranger
- 03. Foals in Trouble
- 04. The Brolga Wants a Fight
- 05. Charlie Saves the Brumbies
- 06. Przygoda Emu[3] (Emus Get a Break)
- 07. Trapped in the Snow
- 08. Youngsters' Winter Woes
- 09. An Unexpected Encounter
- 10. The Cave of Wonder
- 11. A Bothersome Nuisance
- 12. Powrót Tory[4] (Getting Together)
- 13. Ostateczne spotkanie[5] (The Final Encounter)